# La Costera
Costera é uma comarca da Comunidade Valenciana, na Espanha. Está localizada na província de Valência, e sua capital é o município de Xàtiva. Limita com as comarcas de Canal de Navarrés, Ribera Alta, Safor, Vall d'Albaida e Alto Vinalopó.

## Municípios
| Município               | População | Área   | Densidade |
| ----------------------- | --------- | ------ | --------- |
| Xàtiva                  | 29.386    | 76,60  | 383,63    |
| Canals                  | 13.771    | 21,80  | 631,69    |
| L'Alcúdia de Crespins   | 4.929     | 5,20   | 947,88    |
| Mogente                 | 4.646     | 150,20 | 30,93     |
| La Llosa de Ranes       | 3.748     | 7,10   | 527,88    |
| Vallada                 | 3.409     | 61,50  | 55,43     |
| Genovés                 | 2.731     | 15,20  | 179,67    |
| La Font de la Figuera   | 2.237     | 84,30  | 26,53     |
| Barxeta                 | 1.650     | 28,50  | 57,89     |
| Montesa                 | 1.425     | 48,10  | 29,62     |
| Rotglà i Corberà        | 1.120     | 6,30   | 177,77    |
| Llanera de Ranes        | 1.077     | 9,30   | 115,80    |
| Lugar Nuevo de Fenollet | 855       | 1,50   | 570,00    |
| Novelé                  | 774       | 1,50   | 516,00    |
| Cerdà                   | 348       | 1,50   | 232,00    |
| La Granja de la Costera | 339       | 0,80   | 423,75    |
| Torrella                | 158       | 1,10   | 143,63    |
| Estubeny                | 142       | 6,40   | 22,18     |
| Vallés                  | 133       | 1,20   | 110,83    |